# Hyperusia luteifacies
Hyperusia luteifacies är en tvåvingeart som beskrevs av Mario Bezzi 1924. Hyperusia luteifacies ingår i släktet Hyperusia och familjen svävflugor. Inga underarter finns listade i Catalogue of Life.